# کامپودنو
کامپودنو (به ایتالیایی: Campodenno) یک کومونه در ایتالیا است که در ترنتینو واقع شده‌است.

## خصوصیات
کامپودنو ۲۵٫۴ کیلومترمربع مساحت و ۱٬۴۵۴ نفر جمعیت دارد.